# فران كرستو فرانكوبان
فران كرستو فرانكوبان (بالكرواتية: Fran Krsto Frankopan، وبالمجرية: Frangepán Ferenc Kristóf) (4 مارس 1643 – 30 أبريل 1671) كان شاعرًا كرواتيًا باروكيًا، وسياسيًا، ونبيلاً بارزًا من أفراد عائلة فرانكوبان الأرستقراطية، ويُعرف بكونه آخر وريث ذكر لهذه الأسرة العريقة.

## حياته
وُلد فرانكوبان في بوزيغا بكرواتيا، وتلقى تعليمًا أرستقراطيًا متميزًا، شمل دراسة الأدب واللغات والسياسة. أظهر منذ سن مبكرة اهتمامًا بالشعر، وكتب باللغة الكرواتية بأسلوب باروكي متأثر بالثقافة الأوروبية المعاصرة آنذاك.

## المؤامرة zrinski–frankopan
يُذكر فرانكوبان بشكل خاص لدوره في مؤامرة زرينسكي فرانكوبان، وهي محاولة تمرد قادها بالتعاون مع صهره بيتار زرينسكي ضد سياسات التاج الهابسبورغي، خصوصًا بعد معاهدة السلام مع الدولة العثمانية، والتي اعتبرها القادة الكرواتيون خيانة لمصالحهم الوطنية.
ألقي القبض عليهما بعد فشل المؤامرة، وتم إعدام كل من فرانكوبان وزرينسكي في فيينا في 30 أبريل 1671، وهو ما شكل نهاية مأساوية لهذين الرمزين الوطنيين.

## إرثه الأدبي
ترك فرانكوبان خلفه مجموعة من الأعمال الأدبية والشعرية ذات طابع وجداني ووطني، تُعد من أوائل ما كُتب بالكرواتية بأسلوب باروكي. من أبرز أعماله ديوان شعري بعنوان Elegija الذي عبّر فيه عن المعاناة والخيانة والحزن على المصير الكرواتي.

## الذاكرة والتكريم
يُعد فرانكوبان اليوم من الشخصيات الرمزية في التاريخ الكرواتي، وتُطلق اسمه العديد من المدارس والشوارع والجوائز الثقافية، ويُكرَّم سنويًا في كرواتيا كرمز للشجاعة القومية والأدب الوطني.

## وصلات خارجية
- موسوعة كرواتيا الوطنية – فران كرستو فرانكوبان (بالكرواتية)
- الموقع الرسمي للتاريخ الكرواتي – مؤامرة زرينسكي فرانكوبان